# Knüppelstereofonie
Als Knüppelstereofonie (auch Panpot-Stereofonie) wird – in abwertend gemeinter Weise – das unkomplizierte Zusammenfügen von punktförmigen Monoschallquellen zu einem Stereo-Lautsprecherpanorama mit Hilfe von Panoramareglern (Panpots) bezeichnet. Sie gehört zur sogenannten Intensitätsstereofonie, auch Pegeldifferenz-Stereofonie genannt, weil nur Pegeldifferenzen (genauer Schalldruckpegeldifferenzen) wirksam sind.

## Beschreibung
Diese Form der Stereobildung ist ein weit verbreitetes Verfahren, bei dem mittels eines Pan-Pot in Mischpulten die elektrischen Pegeldifferenzen Δ L für den linken und rechten Stereokanal frequenzneutral erzeugt werden. Diese Pegeldifferenzen zwischen den Stereokanälen führen zur Lokalisation als virtuelle Hörereignisrichtung von Phantomschallquellen auf der Stereo-Lautsprecherbasis. Eine Pegeldifferenz von etwa Δ L = 16 bis 20 dB (Mittelwert 18 dB) reicht aus, um ein Signal allein aus der Richtung eines Lautsprechers hören zu lassen. Dabei benötigen hohe Frequenzen etwas weniger Pegeldifferenz.
Diese Mischtechnik wird bei praktisch allen Produktionen mehr oder weniger angewendet, insbesondere bei Monoschallquellen, die elektronisch gewonnen wurden. Besonders von den ersten Vierspurtonbandgeräten wurden für die Stereofassung die Spuren allerdings „hart“ nach links und rechts „geknüppelt“, um gegenüber Mono den neuen Effekt aufzuzeigen; so etwa bei den Beatles, was zur Namensbildung beitrug.
Normalerweise werden heute die direkt aufgenommenen Signale mit unterschiedlichen Panpoteinstellungen zwischen den Lautsprechern weich verteilt. Damit werden alle Schallquellen – wie die Hühner auf der Stange – punktförmig auf der Verbindungslinie zwischen den Lautsprechern abgebildet. Ein Aufzeichnungsverfahren für akustische Instrumente, welches das automatisch leistet, ist die XY-Stereofonie.
Bei dieser simplen Platzierung der Schallquellen in der Mischung gibt es allerdings keine Tiefenstaffelung, also eine Lokalisation hinter der Stereobasis. Diese ist nur durch Laufzeitdifferenzen zu erreichen, die bei Aufnahme und Mischung mit Verzögerungsgliedern in der Signalkette (z. B. einem digitalen Mischpult) oder entsprechend positionierten Mikrofonen erzielt wird. In modernen DAWs ist es auch möglich, die Schallquellen aus Einzelspuren im Nachhinein zu prozessieren.
Für eine einfache Stereobearbeitung von Signalen, die nur mittels Pegel auf der Stereobasis liegen, sind Stereo-Enhancer beliebt, die versuchen, durch Pegelveränderung oder Hinzufügen von künstlichen Laufzeiten und Echos dem Stereoklangbild eine  gewisse „Natürlichkeit“ zu geben und eine feinere Klangverbindung unter den Schallquellen zu schaffen. Insbesondere mit Reflexionen wird unter Beachtung der Anfangszeitlücke ein besserer Räumlichkeitseindruck erreicht, wobei Vordergründigkeit als Näheeindruck erhalten bleibt. Bei Signalen, die bereits Phasendifferenzen aufweisen führen diese Bearbeitungen aufgrund Kammfilter-Effekten mitunter zu Problemen.

## Einzelbelege
1. ↑  Robert Rotifer: George Martin (1926–2016). Er gab den Beatles Technicolor. Auch wenn er Stereo nicht verstand, orf.at, 9. März 2016, abgerufen am 18. März 2020.